# Peugeot Type 150
La Peugeot Type 150  est un modèle d'automobile produit par le constructeur français Peugeot en 1914.